# Остересселен
Остересселен (нід. Oosterhesselen) — село в нідерландській провінції Дренте. Входить до муніципалітету Куворден.
Його площа становить 64,78 км², а населення станом на 2021 рік складало 4 285 осіб.
Перша згадка про населений пункт датується 1207 роком.
До 1998 року мало статус окремого муніципалітету.

## Галерея

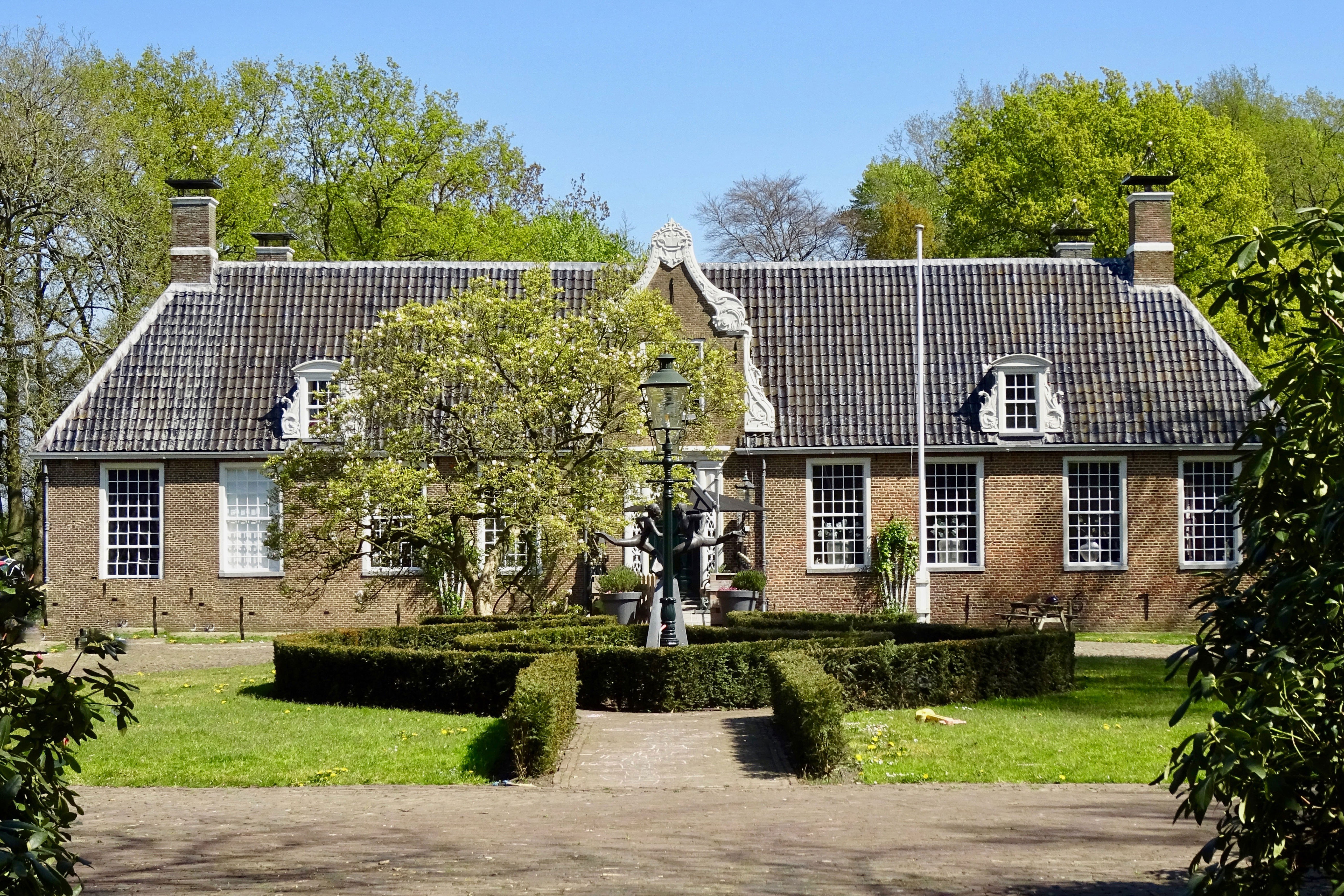
Маєток De Klenche
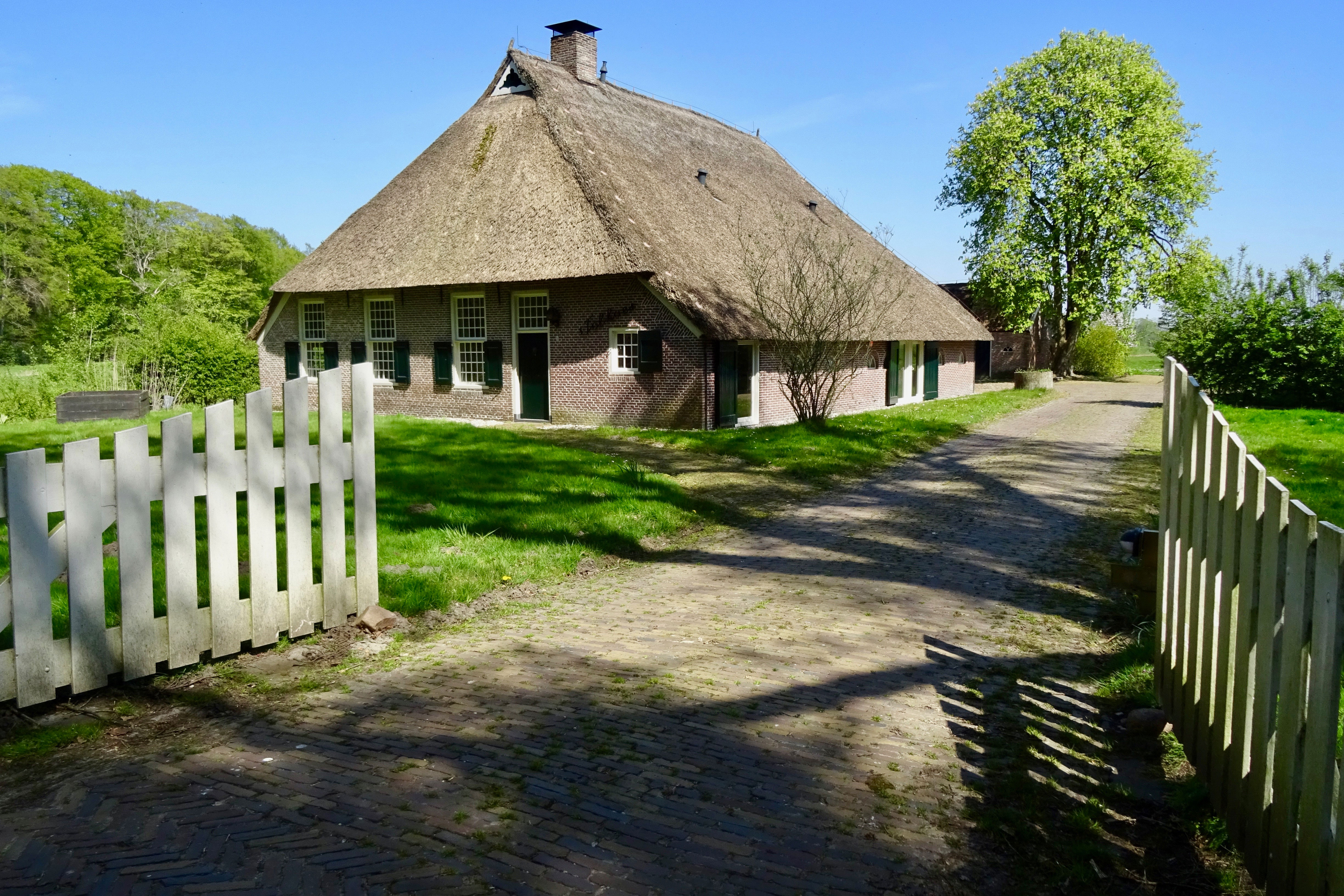
Ферма t Tolhoes
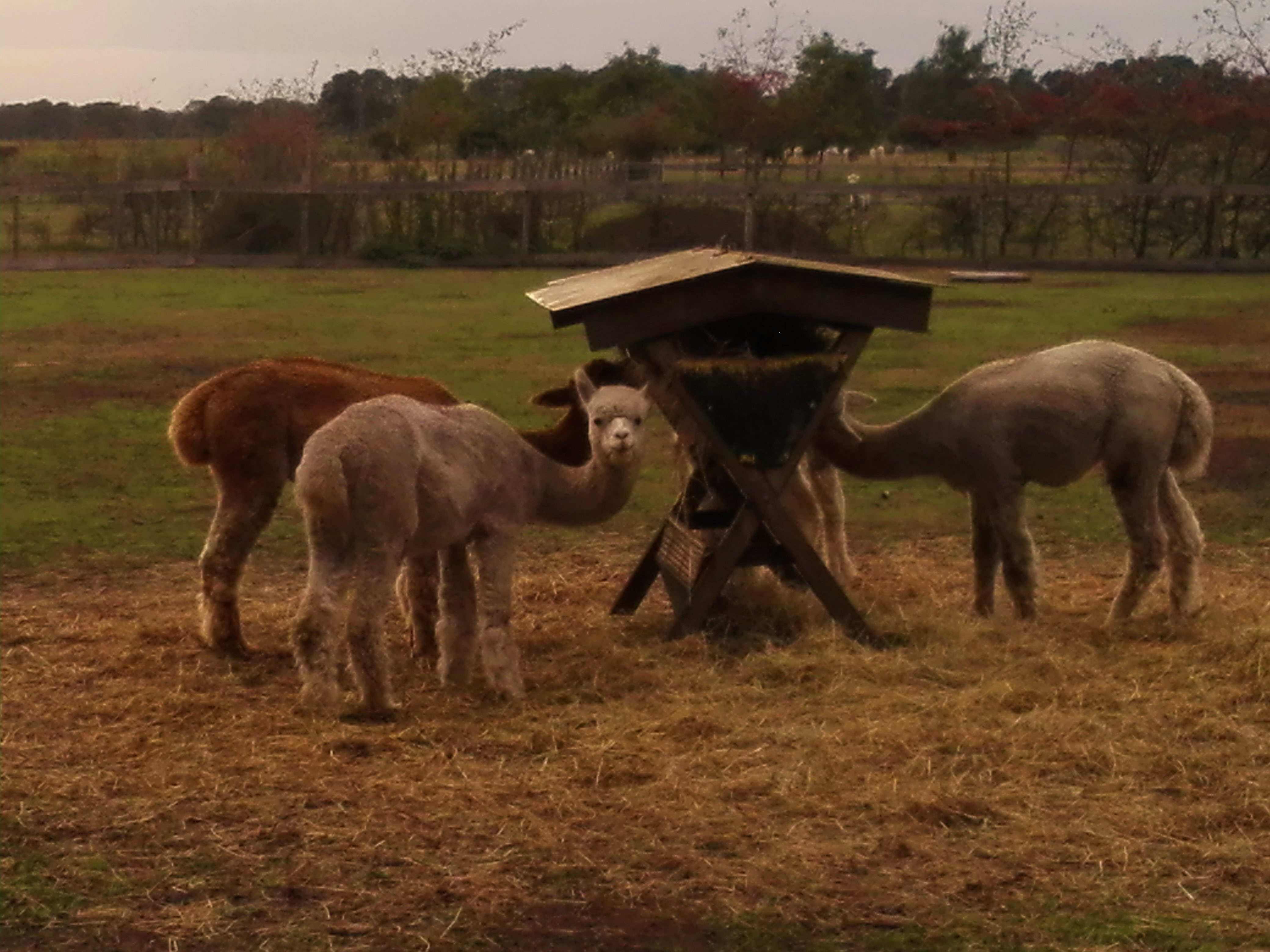
Альпаки в Остересселені
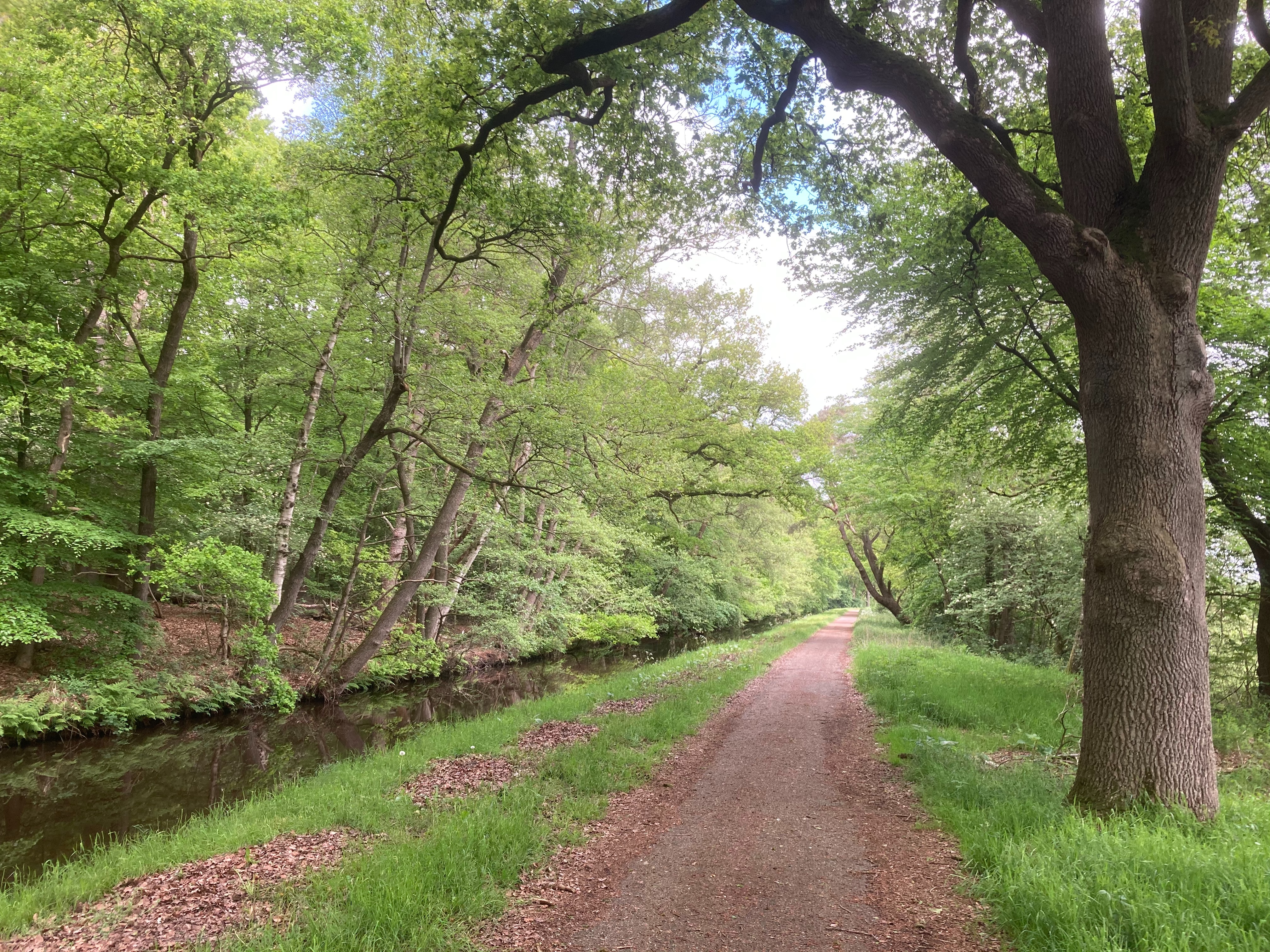
Природа поблизу села